# Fischbachtal
Fischbachtal è un comune tedesco di 2 759 abitanti,, situato nel Land dell'Assia.